# Micro-casque
Un micro-casque est un équipement intégrant un microphone et un casque audio dans un même appareil, utilisé en informatique, en radiotéléphonie et studio d'enregistrement.
Il peut se présenter sous différentes formes :
- une simple oreillette reliée à un micro
- une double oreillette sous forme de puce, le micro étant fixé sur le câble d'une de ces deux oreillettes
- un casque reliant les deux oreillettes (passant sur le dessus ou l'arrière du crâne) muni d'un micro au bout d'une tige

En informatique, il est généralement doté de deux prises Jack de 3,5 mm : une pour le microphone, une autre pour le casque. Les ordinateurs de bureau et portables assez récents sont généralement dotés de prises en façade. Il permet la téléphonie par Internet via l'utilisation d'un ordinateur.
En radiotéléphonie, console ou studios, il permet l'écoute de la communication ainsi que de la partie audio même en ambiance bruyante (cockpit d'avion, navires, reportage, scène, etc.).